# Philipp Scharwenka
Ludwig Philipp Scharwenka (Szamotuły, 16 febbraio 1847 – Bad Nauheim, 16 luglio 1917) è stato un compositore, pianista e docente tedesco. Era il fratello più anziano di Xaver Scharwenka.

## Biografia

### Primi anni e formazione
Nacque a Szamotuły, Granducato di Posen. Come il fratello minore Xaver ricevette la prima formazione musicale frammentaria a Posen. Dopo la chiusura del Gymnasium (Liceo) nel 1865, studiò teoria musicale insieme a suo fratello sotto Richard Wüerst e Heinrich Dorn presso la nuova Accademia Musicale di Berlino dove, dal 1868, fu assunto come insegnante di Teoria e Composizione. In questo periodo apparvero le sue prime composizioni. Nel 1874 presentò per la prima volta in un suo concerto un'ouverture e una sinfonia.

### Composizioni
Nonostante i suoi numerosi impegni di insegnamento, Philipp Scharwenka fu in prima linea come compositore ed è stato riconosciuto come tale durante tutta la sua vita. Le sue composizioni comprendono tre Sinfonie, Poemi sinfonici, un Concerto per violino, alcune Opere corali (di cui Sakuntala diventò famosa), l'opera in quattro atti Roland, oltre a numerose opere strumentali come Sonate, Quartetti, Capricci e Danze. Molti dei maggiori direttori del periodo, tra cui Arthur Nikisch, Anton Seidl è Hans Richter, eseguirono le sue opere orchestrali. È ancora noto per le sue opere da camera, tra cui due trii per pianoforte, due trii per violino, viola e pianoforte, due sonate per violino, una sonata per viola, una sonata per violoncello, due quartetti per archi e un quintetto per pianoforte.
In contrasto con le composizioni molto estroverse di suo fratello, le opere poliedriche di Philipp hanno inflessioni oniriche e profondamente lunatiche. Le sue opere più apprezzate sono le opere da camera a partire dal 1896, che mantengono modelli formali tradizionali e mostrano una considerevole varietà di invenzioni melodiche e ritmiche. In esse Scharwenka raggiunse (nonostante le restrizioni conservative del tempo in cui scriveva) attraverso tecniche compositive molto raffinate, qualcosa che si avvicinava a una tavolozza tonale impressionistica. Questi lavori hanno trovato interpreti così illustri come Willy Burmester, Julius Klengel e Moritz Meyer-Mahr.
Uno dei suoi ammiratori fu Max Reger, che nel 1898 dedicò il suo Phantasiestücke op. 26 a lui. Nel contesto del 37º Congresso del Compositore nel 1900, fu eseguita a Brema la sua Dramatic Fantasy per Orchestra op 108, che fu incoronata con un premio dalla National Music Society tedesca.

### Direttore di conservatorio
All'apertura del Conservatorio Scharwenka a Berlino, suo fratello Xaver gli affidò nel 1881 la direzione dell'insegnamento di Teoria e Composizione e poi nel 1891 quello del conservatorio gemello di New York. Philipp tuttavia ritornò a Berlino nel 1892 per prendere il controllo del Conservatorio, che nel 1893 si fuse con la Scuola di pianoforte di Karl Klindworth per formare il Conservatorio Klindworth-Scharwenka. Questa diventò un'istituzione eccezionale nel panorama musicale di Berlino. Come direttore del Conservatorio, Scharwenka rimase attivo fino alla sua morte nel 1917. Otto Klemperer studiò con lui a Berlino e Oskar Fried fu un altro suo illustre allievo.

### Altro
Nel 1880 Philipp sposò la virtuosa del violino Marianne Scharwenka (Marianne Stresow, morta nel 1918). Nel 1937 il figlio Walter Scharwenka subentrò come direttore al Conservatorio.
Scharwenka possedeva anche un notevole talento come illustratore grafico che si vede, ad esempio, nelle figure drastiche e umoristiche della satira fatta dallo scrittore Alexander Moszkowski su Anton Notenquetscher.

## Ex allievi importanti
- Tor Aulin[10]
- Oskar Fried
- Otto Klemperer
- José Vianna da Motta[11]
- Edmund Severn[12]